# Andrzej Korsak
Andrzej Michał Ziemowit Korsak, ps. Żuraw i Aczek (ur. 21 stycznia 1928 w Wilnie, zm. 15 marca 1999 w Hamburgu) – polski lekarz, pisarz, popularyzator medycyny, harcerz Szarych Szeregów, powstaniec warszawski, więzień polityczny PRL, taternik i grotołaz.

## Życiorys

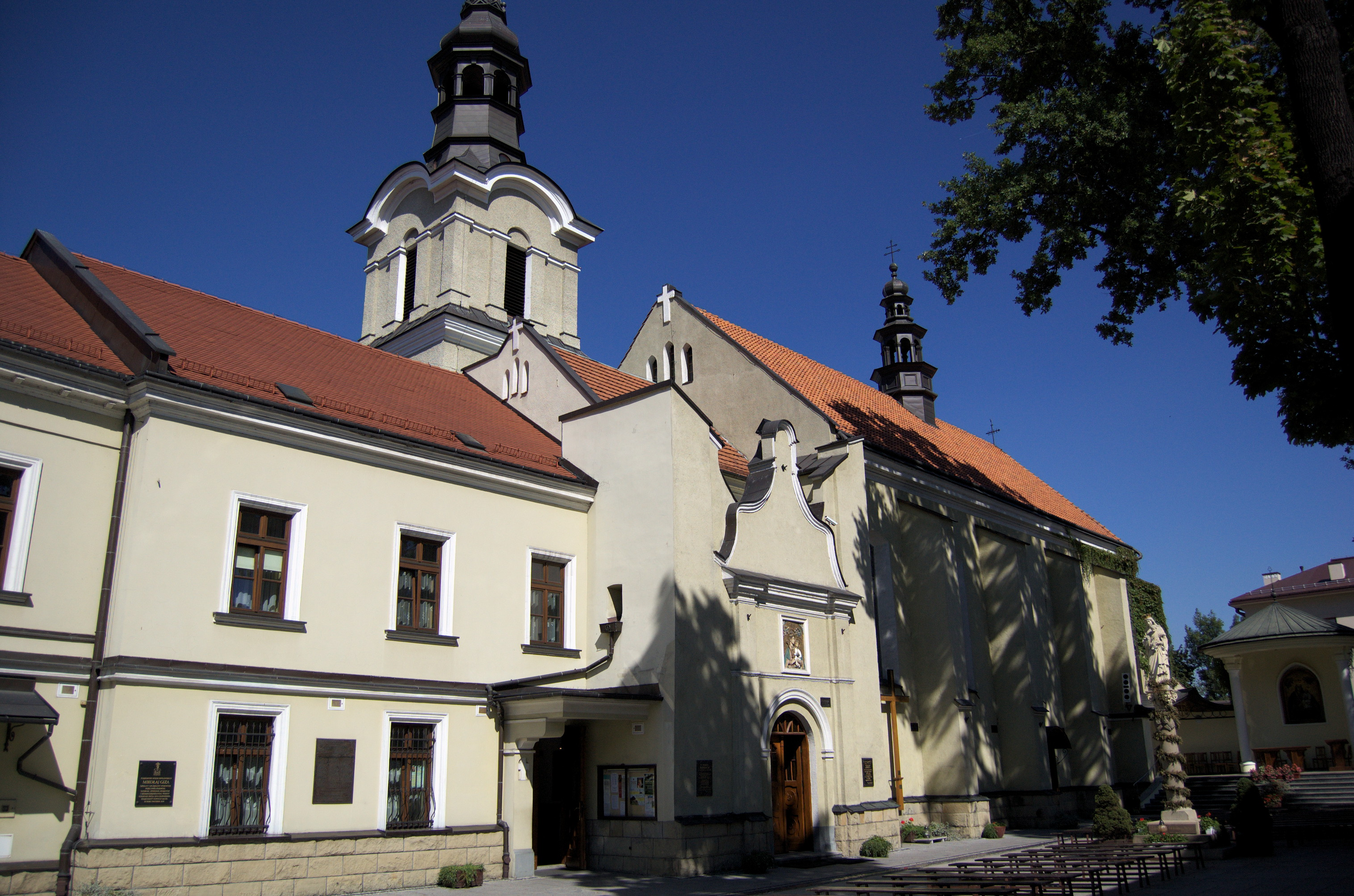
Kościół i klasztor jezuitów w Nowym Sączu – miejsce spotkania założycielskiego w kwietniu 1941 obywatelskiego komitetu pomocy Żydom z pobliskiego getta, widok w 2013

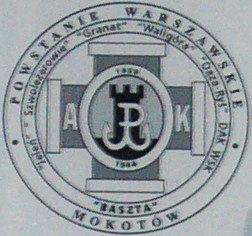
Odznaka Zgrupowania Pułku AK „Baszta”

Urodził się w Wilnie. Pochodził z rodziny o tradycjach patriotycznych. Był synem zawodowego oficera Wojciecha Korsaka (1894–1965) i Ireny z domu Brzostowskiej (1898–1974). Ojciec był szefem Rejonowej Komendy Uzupełnień w Nowym Sączu i w czasie wojny walczył w szeregach Samodzielnej Brygady Strzelców Karpackich. Matka przebywała z dziećmi w Nowym Sączu. Od listopada 1939 była jedną z lokalnych inicjatorek organizacji pomagającej Żydom z lokalnego getta. Pracując na kolei jako sprzątaczka zbierała informacje na temat transportów z Nowego Sącza i Tarnowa do niemieckiego obozu zagłady Auschwitz. W swoim mieszkaniu przetrzymywała w roku 1941 uciekinierów z pobliskiego getta. Używała pseudonimu „Roma”.
Andrzej Korsak aktywnie uczestniczył w konspiracji w rejonie Nowego Sącza i pomocy ludności żydowskiej. Był członkiem Szarych Szeregów, używał pseudonimów „Aczek” i „Żuraw”. We wspomnieniach napisał: „Zdawałem sobie sprawę, że puszczenie pary z ust nie tylko może narazić wielu ludzi na pewną śmierć, ale skazałoby mnie na okropne, stokroć większe męczarnie”.
W latach 1941–1944 uczestniczył, razem z matką, w Akcji N. Aby uniknąć aresztowania przez Gestapo wyjechał w 1944 do Warszawy i pod pseudonimem „Żuraw” wziął udział w Powstaniu Warszawskim jako żołnierz AK pułku „Baszta” (batalion „Olza”). Został odznaczony Krzyżem Walecznych.
W latach 1945–1949 był członkiem Męskiego Hufca ZHP w Nowym Sączu. W 1948 uzyskał maturę w I Liceum Ogólnokształcącym im, Jana Długosza w Nowym Sączu, jednej z najstarszych (1818) szkól w Polsce. W tym samym roku został przyjęty na studia medycyny w Uniwersytecie i Politechnice we Wrocławiu, które ukończył na Uniwersytecie Jagiellońskim dopiero w 1960. W 1951 został razem z Aleksandrem Seniutą (ps. „Krzysztof”) aresztowany i skazany na 8 lat więzienia pod zarzutem przynależności na terenie Wrocławia do organizacji podziemnej Armii Krajowej. Obniżony po amnestii wyrok czterech lat w całości odbył (1951–1954) w ciężkim więzieniu w Strzelcach Opolskich. Jako „były członek nielegalnej organizacji” był inwigilowany przez Służbę Bezpieczeństwa PRL do 1990.
Stopień naukowy doktora medycyny (promotor prof. Zdzisław Wiktor) w Akademii Medycznej we Wrocławiu uzyskał w 1971. W latach 1960–1971 był członkiem Oddziału Wrocławskiego Polskiego Towarzystwa Historii Nauk Medycznych.
Od 1963 pracował jako kierownik przemysłowej przychodni lekarskiej w Piasecznie, a w okresie 1971–1979 był adiunktem naukowo-badawczym w Państwowym Zakładzie Higieny w Warszawie. W 1979 zatrudnił się jako lekarz okrętowy w Polskich Liniach Oceanicznych, gdzie pracował do czasu stanu wojennego w Polsce. W 1983 uzyskał azyl w Niemczech, gdzie później pracował jako lekarz. Zabierał głos w sprawach polskiej kultury. Zmarł w Hamburgu w 1999. Został pochowany w Warszawie na Cmentarzu Północnym, kwatera S-IX-2, rząd 2, grób 25.

## Twórczość pisarska

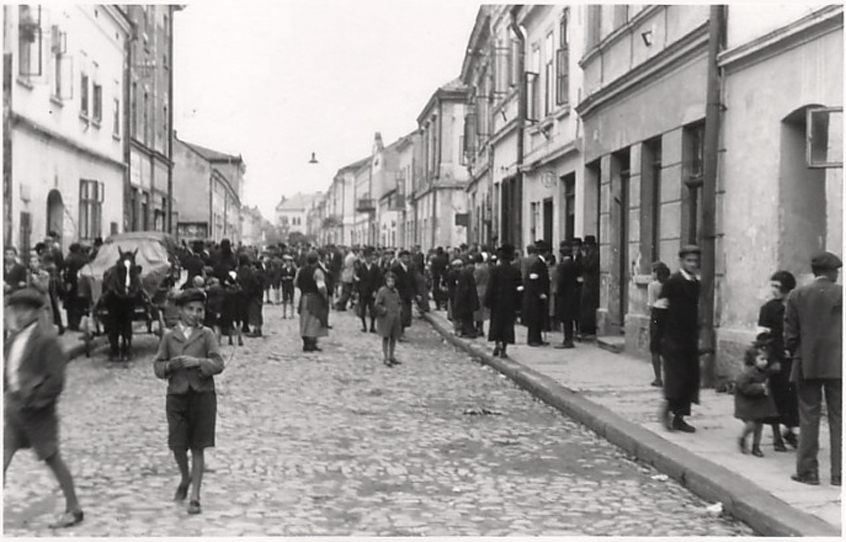
Getto w Nowym Sączu, 1941

Archiwum Narodowe w Krakowie Oddział w Nowym Sączu przechowuje opracowanie Andrzeja Korsaka poświęcone pomocy Żydom w czasie okupacji i przedstawiające jej przykłady w powiecie nowosądeckim. Napisał ten tekst w 1969 w odpowiedzi na atakujący Polaków artykuł Szymona Wisenthala w brytyjskim dzienniku „The Guardian”. Jego relacja o pomocy Żydom została także włączona do monografii Polacy, Żydzi: 1939–1945 wydanej przez Książka i Wiedza w 1971. W 1988 w oparciu o własne wspomnienia opisał konspirację harcerzy nowosądeckich w latach wojny. Wspomnienia o bohaterskich uczestnikach i dramatach Akcji N w powiecie nowosądeckim zamieścił w obszernej pracy zbiorowej w 1972. W 2007 roku wydano jego wspomnienie o akcji pomocy Żydom przez Polaków i okrucieństwach niemieckich w Nowym Sączu.
W 1973 Wrocławskie Towarzystwo Naukowe wydało jego monografię o XVI-wiecznym lekarzu dolnośląskim Joachimie Achillesie. Dla młodzieży opracował zarys historii polskiej medycyny.
Był autorem ponad czterdziestu książek oświatowo-zdrowotnych i poradników medycznych. Był pionierem w Polsce walki z nikotynizmem, Książka Nie dajmy się astmie miała szereg wydań i została przetłumaczona na język czeski. Jego popularnonaukowa broszura Krew–życie wydana w 1964 przez Polski Czerwony Krzyż i Państwowy Zakład Wydawnictw Lekarskich była powodem śledztwa Służby Bezpieczeństwa.

## Inne informacje

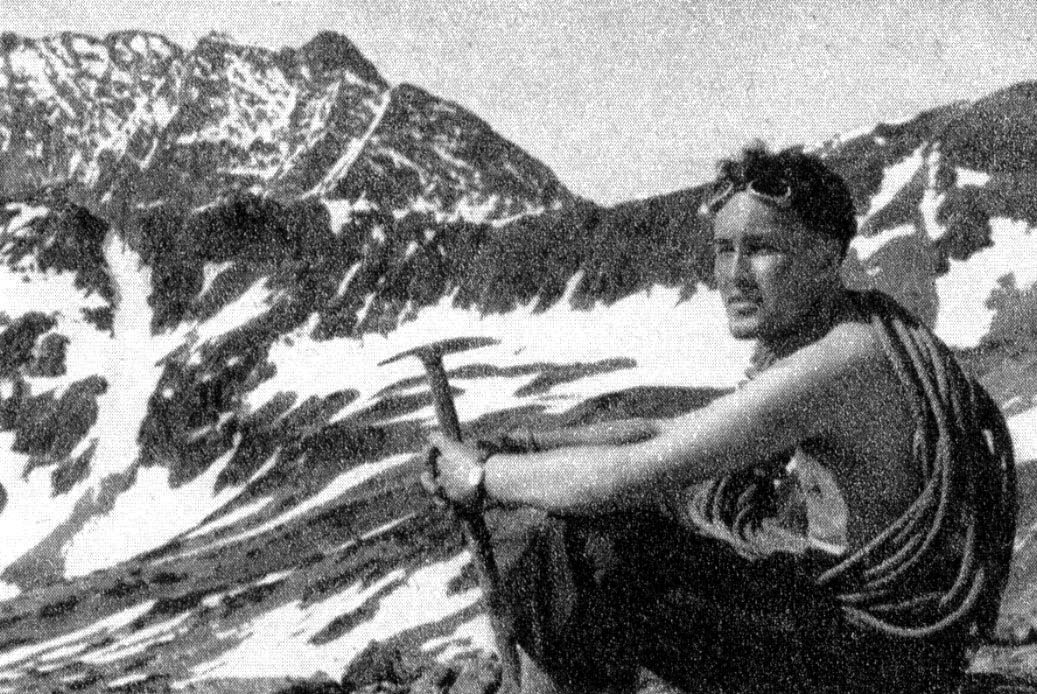
Andrzej Korsak w Dolinie Pięciu Stawów Polskich w Tatrach, 1960

W 1960 wstąpił w związek małżeński z Władysławą z domu Bońdos (1930–2014), mieli syna Michała (ur. 1963) i córkę Izabellę (ur. 1965). Uprawiał taternictwo. Od 1956 był także członkiem wrocławskiej Sekcji Grotołazów i uczestniczył jako członek lub kierownik w wyprawach jaskiniowych w Tatrach. Kierował wyprawą w Jaskini Zimnej w 1957. W 1977 wydał książkę wspomnieniową Tatrzańscy kosynierzy przedstawiającą historię zdobywania przez wrocławian ścian i jaskiń tatrzańskich w latach 1947–1960.
W 1997 napisał powieść biograficzną o Michale Belinie-Czechowskim. Dorobek pisarski Korsaka został przedstawiony w słowniku encyklopedycznym lekarzy pisarzy.
Kolekcjonował rzeźby w drewnie Józefa Soboty (1895–1979), polskiego prymitywisty ze wsi Regut w woj. mazowieckim. Kolekcja 46 rzeźb została w 2019 odkupiona przez Muzeum Etnograficzne w Toruniu od Michała, syna Andrzeja.
Teksty Andrzeja Korsaka w wydawnictwach książkowych, dotyczące konspiracji harcerstwa i Akcji N w czasie okupacji niemieckiej, zostały w 2020 przekazane do Sądeckiej Biblioteki Publicznej im. J. Szujskiego w Nowym Sączu.